# 1995年のセントラル・リーグ
1995年のセ・リーグ

## 開幕前
前年日本一となった巨人が、広沢克己内野手とジャック・ハウエル内野手をヤクルトから、川口和久投手を広島から補強したこともあって、前評判は圧倒的に高かった。

## 序盤戦
巨人は、開幕カードのヤクルト戦で、初戦こそ斎藤雅樹投手が完封勝利を収めたものの、2戦目は桑田真澄投手が完投を勝利を目前にして、9回に飯田哲也外野手に頭部を直撃する危険球を投じてしまい、退場したことをきっかけにして、逆転負けを喫してしまう。3戦目も敗れ、スタートは3勝8敗と最悪。結局、巨人は優勝争いに加わることなく終わった。
広沢・ハウエルに去られたヤクルトだったが、阪神から移籍したトーマス・オマリー内野手が大活躍。首位に立ち、6月には2位に8.5ゲーム差を付けた。

## 中盤戦
ヤクルトを追ったのが、川口に去られた広島。野村謙二郎、江藤智、緒方孝市らの強力打線が活躍。8月にはヤクルトに2.5ゲーム差まで迫ったが、ケガ人が出て失速。

## 終盤戦
ヤクルトは9月8日にテリー・ブロス投手が巨人戦でノーヒットノーランを達成。15日にはマジック10を点灯させる。
優勝決定は9月30日、神宮球場の巨人戦。古田敦也捕手とオマリーにホームランが出て、投げてはブロスが完封。5-0で勝利した。

## 最終成績
| 順位 | チーム   | 試合 | 勝 | 負 | 分 | 勝率 | 差   | 監督             |
| 1    | ヤクルト | 130  | 82 | 48 | 0  | .631 |      | 野村克也         |
| 2    | 広島     | 131  | 74 | 56 | 1  | .569 | 8.0  | 三村敏之         |
| 3    | 巨人     | 131  | 72 | 58 | 1  | .554 | 10.0 | 長嶋茂雄         |
| 4    | 横浜     | 130  | 66 | 64 | 0  | .508 | 16.0 | 近藤昭仁         |
| 5    | 中日     | 130  | 50 | 80 | 0  | .385 | 32.0 | 高木守道         |
| 6    | 阪神     | 130  | 46 | 84 | 0  | .354 | 36.0 | 中村勝広／藤田平 |

## 表彰選手
| MVP    | トーマス・オマリー（ヤクルト） | 打率.302 本塁打31本 |
| 新人王 | 山内泰幸（広島）               | 14勝10敗 防御率3.03 |

### 打撃部門
| 首位打者   | アロンゾ・パウエル（中日）     | .355 |
| 本塁打王   | 江藤智（広島）                 | 39   |
| 打点王     | 江藤智（広島）                 | 106  |
| 最多安打   | 野村謙二郎（広島）             | 173  |
| 盗塁王     | 緒方孝市（広島）               | 47   |
| 最高出塁率 | トーマス・オマリー（ヤクルト） | .429 |

### 投手部門
| 最優秀防御率   | テリー・ブロス（ヤクルト） | 2.33 |
| 最多勝         | 斎藤雅樹（巨人）           | 18   |
| 最優秀救援投手 | 佐々木主浩（横浜）         | 39   |
| 最多奪三振     | 斎藤雅樹（巨人）           | 187  |

### ベストナイン／ゴールデングラブ
|        | ベストナイン                   | ゴールデングラブ     |
| 投手   | 斎藤雅樹（巨人）               | 斎藤雅樹（巨人）     |
| 捕手   | 古田敦也（ヤクルト）           | 古田敦也（ヤクルト） |
| 一塁手 | トーマス・オマリー（ヤクルト） | 駒田憲広（横浜）     |
| 二塁手 | ロバート・ローズ（横浜）       | 立浪和義（中日）     |
| 三塁手 | 江藤智（広島）                 | 石井琢朗（横浜）     |
| 遊撃手 | 野村謙二郎（広島）             | 野村謙二郎（広島）   |
| 外野手 | アロンゾ・パウエル（中日）     | 飯田哲也（ヤクルト） |
| 外野手 | 松井秀喜（巨人）               | 緒方孝市（広島）     |
| 外野手 | 金本知憲（広島）               | 音重鎮（広島）       |

### その他
| 沢村賞 | 斎藤雅樹（巨人） | 防御率2.70 187奪三振 |